# ۷۵۵ (قمری)
۷۵۵ (قمری)، هفتصد و پنجاه و پنجمین سال در گاهشماری هجری قمری است. اول محرم این سال برابر با سوم فوریه سال ۱۳۵۴ میلادی است.